# Jack Hastings
Jack Hastings (Belfast, 1858 – 27 febbraio 1935) è stato un calciatore nordirlandese, di ruolo difensore.